# Wellsburg (Virginia Occidentale)
Wellsburg è un comune degli Stati Uniti d'America, nella contea di Brooke nello Stato della Virginia Occidentale.